# 克里斯托夫·策布斯特
克里斯托夫·策布斯特（德語：Christoph Zerbst，1963年12月16日—），奥地利男子赛艇运动员。他曾代表奥地利参加1992年和1996年夏季奥林匹克运动会赛艇比赛，其中1992年奥运会获得一枚银牌。